# Лепилие
Лепилие (груз. ლეფილიე) — село в Грузии, на территории Хонийского муниципалитета края (мхаре) Имеретия.

## География
Село находится в западной части Грузии, на правом берегу реки Цхенисцкали, на расстоянии приблизительно 7 километров (по прямой) к северо-северо-востоку от города Хони, административного центра муниципалитета. Абсолютная высота — 202 метра над уровнем моря.

## Население
По результатам официальной переписи населения 2014 года, в Лепилие проживало 23 человека (10 мужчин и 13 женщин). В национальной структуре населения грузины составляли 100 %.
| Год  | Население, человек |
| ---- | ------------------ |
| 2002 | 57                 |
| 2014 | ↘ 23               |